# Starověké lékařství

Asklépiův had, který se stal symbolem léčení

Starověké lékařství orientálních civilizací vycházelo původně z pravěkého léčitelství. Časté bylo tzv. kněžské lékařství, které navazovalo na pravěký šamanismus. Kněží, kteří byli nositeli většiny znalostí, spojovali racionální a religiózní přístup k léčení. Nemoci byly v orientálních civilizacích (mimo Číny) považovány za trest od bohů za provinění a od toho se částečně odvíjelo jejich léčení. V době starověku se výrazně prohloubily znalosti anatomie a fyziologie člověka, což pomohlo ve vývoji medicíny. Lékařství jednotlivých civilizací se výrazně lišilo úrovní, přístupem a také chápáním nemoci.

## Čína
Čínské lékařství se výrazně lišilo od ostatních hlavně výrazně racionálním charakterem a chápáním příčin nemoci. Za příčinu nemoci zde bylo považováno porušení hygienických pravidel. To vycházelo z představy, že nemoc do těla vniká ústy.
Již ve 3. tisíciletí př. n. l. vznikaly v Číně první spisy o lékařství. V nich je popsána široká řada léčiv (př. kořen žen-šenu doporučován na chudokrevnost a tuberkulózu) a léčebných postupů (př. akupunktura).
Na dvoře císaře působili dvorští lékaři, kteří vyučovali lékařství. Studium lékařství obsahovalo mnoho obtížných zkoušek a trvalo maximálně 9 let. Již v této době byly zřizovány útulky pro nemocné.

## Indie
Z Indie pochází řada lékařských spisů hlavně z oblasti anatomie, patologie, farmakologie a chirurgie.
Původně zde bylo špatně rozvinuté veřejné zdravotnictví, což se změnilo po vzniku buddhismu (asi 6. stol. př. n. l.) a došlo k zakládání nemocnic a také buddhistických klášterů, které se staraly o nemocné.

## Mezopotámie
Zdravotnictví v Mezopotámii mělo řadu specifik. Přístup k léčení zde byl výrazně náboženský (nemoc chápána jako trest bohů nebo jako napadení démonem).
Byly zde nalezeny spisy s lékařskou tematikou (některé až 3 tisíciletí př. n. l.).

## Egypt
O vysoké vyspělosti staroegyptského lékařství svědčí řada spisů. Nejdůležitější z nich jsou papyrus Edwina Smithe, papyrus Ebersův a gynekologický papyrus z Káhunu. V těchto spisech je zaznamenáno mnoho poznatků hlavně z chirurgie, gynekologie a očního lékařství a je zde uvedeno velké množství tehdy používaných léčiv.
Od 2. pol. 2. tisíciletí př. n. l. docházelo k potlačování racionálního přístupu k léčení a byly zaváděny magické a náboženské prvky. Volnost lékařů byla omezena svatým kodexem, který musel každý lékař dodržovat, což bylo na úkor kvality léčby. V důsledku toho docházelo k velmi úzké specializaci lékařů.

### Papyrus Edewina Smithe
Papyrus Edewina Smithe je neúplný opis učebnice chirurgie a je dokladem vyspělosti egyptské chirurgie a ranhojičství. Popisuje 48 druhů poranění v četně popisu rány, léčebného postupu a případně prognózu. Pozoruhodný je například popis měření tepu.
Učebnice je datována do období Staré říše (3. tisíciletí před n. l.). Tento opis pochází asi ze 17. stol. př. n. l.

### Papyrus Ebersův
Ebersův papyrus pochází období kolem roku 1600 př. n. l. a jedná se o asi 180 stránek dlouhý opis starší příručky pro praktického lékaře. Za příčinu všech chorob je zde považován cévní systém. V papyru jsou popsány různé vnitřní choroby, ale nejdůležitější svědectví dává o úrovni tehdejší farmakologie – popsáno 878 léků. U jednotlivých léků je uváděn podrobný návod na přípravu, poměr složek a dávkování. Papyrus také popisuje asi 90 očních chorob včetně doporučených léků.

## Řecko

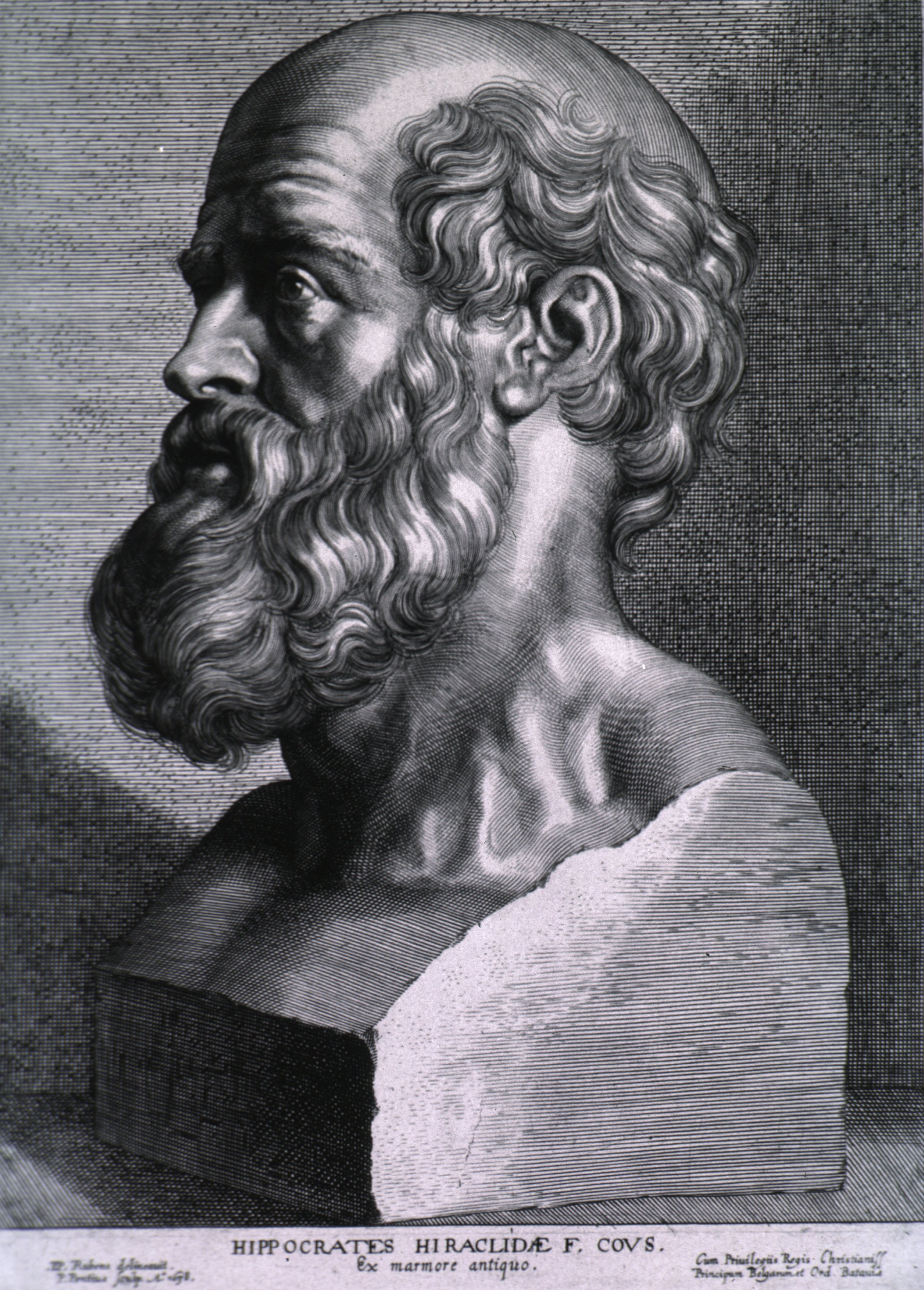
Hippokratés od Petra Paula Rubense

Řecké lékařství vycházelo z orientálních lékařských škol, ale jejich poznatky se rozvinuly a obohatily. V nejstarším období byla medicína silně pod vlivem náboženství a od toho se odvíjely léčebné metody. S postupem času však začaly převládat racionální postupy.
Řecké lékařství se odlišovalo od ostatních škol této doby silným vlivem filozofie. Významný posun v této oblasti provedl Hippokratés, který oddělil medicínu od filozofie. Sám byl zastáncem materialistických názorů a nemoc chápal jako přirozený proces a jako porušení rovnováhy mezi čtyřmi základními tělesnými šťávami. Hippokratici své léčení zakládali na pozorování zdravého a nemocného člověka a na pozorování průběhu nemocí. Hippokratés se také zasloužil o formulování lékařské etiky – tzv. Hippokratova přísaha.
K vrcholu řecké medicíny došlo v helénském období, kdy Řekové přejímali znalosti oblastí podmaněných Alexandrem Makedonským. V tomto období se centrum poznatků z Řecka přestěhovalo do Alexandrie.

## Řím

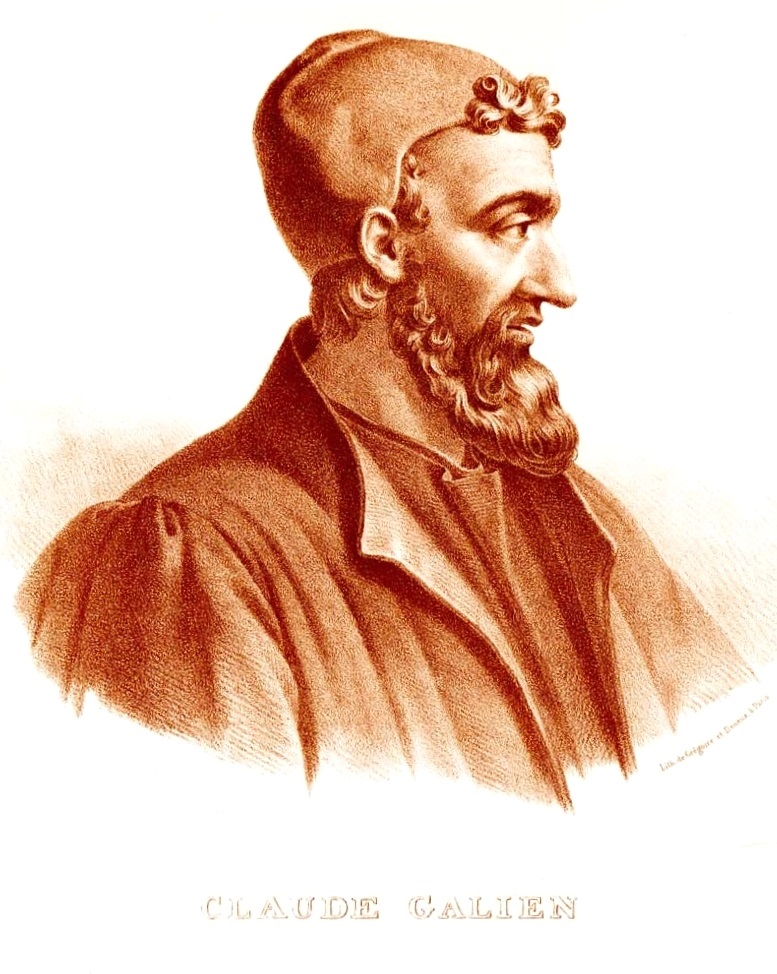
Claudius Galén

Medicína v Římě původně používala znalostí Etrusků, kteří uměli používat některé rostliny a minerální prameny. Později (2. stol. př. n. l.) začali Římané přejímat poznatky Řeků a v Římě působili řečtí lékaři. Nejvýznamnější z nich byl Galénos, který spojoval učení hippokratiků s idealistickou filozofií, díky čemuž byl uznáván i ve středověku.
V Římě bylo veřejné zdravotnictví na vysoké úrovni. Byly zde budovány nemocnice (nejprve pouze pro otroky, později pro ostatní) a zařízení pro nemocné a chudé. Stát se také staral o výuku nových lékařů tím, že platil lékaře, kteří pak zdarma přednášeli chudým studentům.